# Lishu (powiat)
Lishu (chiń. 梨树县; pinyin: Líshù Xiàn) – powiat w północno-wschodnich Chinach, w prowincji Jilin, w prefekturze miejskiej Siping. W 1999 roku liczył 855 538 mieszkańców.